# 高適
高 適（こう せき、? - 永泰元年1月23日（765年2月17日））は、中国唐の詩人。字は達夫。本貫は渤海郡蓨県。諡は忠。

## 略歴
高崇文（高侃の子）の子として生まれた。李白と親交があり磊落な性質で家業を怠り、落ちぶれて宋州で食客となっていたが、発憤して玄宗の時に有道科に挙げられ、封丘県尉の役職を授けられた。その後官職を捨てて河右に遊歴し、河西節度使の哥舒翰に見いだされて幕僚となった。また侍御史となり、安禄山の乱で蜀に避難した玄宗に随行した。粛宗の命で、江西採訪使の皇甫侁とともに皇弟である永王李璘の軍を討伐平定した。後に蜀が乱れるに及び蜀彭二州刺史となり、西川節度使となった。長安に帰って刑部侍郎・散騎常侍となり、代宗の代に渤海侯に封ぜられ、その地で没した。

## 詩
50歳で初めて詩に志し、たちまち大詩人の名声を得て、1篇を吟ずるごとに好事家の伝えるところとなった。吐蕃との戦いに従事したので辺塞詩も多い。詩風は「高古豪壮」とされる。李林甫に忌まれて蜀に左遷されて汴州を通ったときに李白・杜甫と会い、悲歌慷慨したことがある。しかし、その李林甫に捧げた詩も残されており、「好んで天下の治乱を談ずれども、事において切ならず」と評された。『高常侍集』8巻がある。
| 邯鄲少年行       |                                           |
| 原文             | 書き下し文                                |
| 邯鄲城南遊侠子   | 邯鄲（かんたん）城南 遊侠の子             |
| 自矜生長邯鄲裏   | 自ら矜（ほこ）る 邯鄲の裏に生長するを     |
| 千場縦博家仍富   | 千場 博を縦にして家仍ほ富み               |
| 幾度報讐身不死   | 幾度か讐（しゅう）に報ひて 身死せず       |
| 宅中歌笑日紛紛   | 宅中の歌笑 日に紛紛                       |
| 門外車馬常如雲   | 門外の車馬 常に雲の如し                   |
| 未知肝膽向誰是   | 未だ知らず 肝胆 誰に向かって是なるかを    |
| 令人却憶平原君   | 人をして却って 平原君を憶はしむ           |
| 君不見今人交態薄 | 君見ずや 今人 交態薄く                    |
| 黄金用盡還疎索   | 黄金用い尽くさば 還た疎索（そさく）たるを |
| 以茲感嘆辞舊遊   | 茲（ここ）を以て感嘆して 旧遊を辞し       |
| 更於時事無所求   | 更に時事に於て 求むる所無し               |
| 且與少年飲美酒   | 且らく少年と美酒を飲み                    |
| 往来射猟西山頭   | 往来射猟せん 西山の頭（ほとり）           |